# Alice in WonderBand (музичка група)
Alice in WonderBand српски је дуо музичких и позоришних извођача који као основну технику користе телесне перкусије и телесну музику. Група је настала 1998. године на Фрушкој гори, а од тада је проширила плодове свог креативног рада на читав регион. Једини су у овом делу Европе који се баве врло специфичном врстом сценске уметности – спојем музике, позоришта, плеса и акробатике кроз посебну вештину телесних перкусија.

## Чланови
је пројекат двоје уметника, Ане Врбашки и Марка Дињашког. Широј јавности су познати као учесници у такмичењу "Ја имам таленат!" у сезони 2016/2017. године на Телевизији Пинк. Живе на ободу Националног парка Фрушка гора, близу Сремских Карловаца, у Србији, и стварају уметност у складу са природом. Ово двоје извођача су партнери на сцени, као и у животу. Марко и Ана се баве едукацијом, па осим радионица музике за децу, младе и одрасле, воде и акредитовани вебинар "Бројалице и телесна музика као средство рада у развоју говора предшколског детета."

## Каријера
је музичка и позоришна трупа, која се бави телесном музиком за децу и одрасле. Група слави жанровску мешавину на свом деби албуму „РикаТака, Нови Балкански Ритам" објављеном 4. новембра занемачку кућу „CPL-Music".
С музичком традицијом Балкана спајају се, тако, акустични звуци тела као инструмента, при чему народне песме из Србије, Хрватске, Босне, Северне Македоније, Бугарске, Молдавије, Грчке, Турске, Косова, па чак и Мађарске, буде радозналост за богату музичку традицију регије.

## Представе

#### Представа „Kiss"
„Kiss" је комични акустични мјузикл. Прказује историју игре, флерта, зажежњивања, натмећућег духа и, преко свега, љубави између мушкараца и жена. Комичне сцене преплетене су занимљивим и новим аранжманима познатих песама "Смака", Принца, "Битлса", традиционалних балканских песама, као и ауторских нумера извођача изведених најједноставнијим средствима - само њиховим телом и гласом.
Премијерно је изведена на Фестивалу уличних свирача у Новом Саду 2016. године. Представа је одиграна преко 50 пута у земљи и иностранству.

## Дискографија

### Албуми
- „RikaTaka, New Balkan Rhythm” (2022)[5]

### Синглови
- Мене мајка једу има (RikaTaka, New Balkan Rhythm)
- Учи ме мајко, карај ме (RikaTaka, New Balkan Rhythm)
- Циганчица (RikaTaka, New Balkan Rhythm)
- Јовано, Јованке (RikaTaka, New Balkan Rhythm)
- Ерген дедо (RikaTaka, New Balkan Rhythm)
- Сојка птица (RikaTaka, New Balkan Rhythm)
- Зајди, зајди (RikaTaka, New Balkan Rhythm)
- Русе косе (RikaTaka, New Balkan Rhythm)
- Месечинка
- Братец косио (RikaTaka, New Balkan Rhythm)

## Награде
- Специјална плакета за истраживање звука као позоришног израза на XXI Арт Трема Фесту у Руми.[6]
- Специјална награда за фасцинантан истраживачки поступак на телу и његово претварање у позоришни звучни знак на VIII Интернационалном фестивалу алтернативног театра Гест у Сечњу.
- Награда за најбољу глумицу на VIII Интернационалном фестивалу алтернативног театра Гест у Сечњу, Ана Врбашки.